# Chetroșeni, Hîncești
Chetroșeni este un sat din cadrul comunei Mirești din raionul Hîncești, Republica Moldova.

## Demografie

### Structura etnică
Structura etnică a localității conform recensământului populației din 2004:
| Grup etnic                    | Populație | % Procentaj |
| ----------------------------- | --------- | ----------- |
| Băștinași declarați Moldoveni | 350       | 97,49%      |
| Ucraineni                     | 7         | 1,95%       |
| Ruși                          | 2         | 0,56%       |
| Total                         | 359       |             |